# 私がモテてどうすんだ
『私がモテてどうすんだ』（わたしがモテてどうすんだ）は、ぢゅん子による日本の漫画。『別冊フレンド』（講談社）にて、2013年5月号から2018年3月号まで連載された。略称は『私モテ』（わたしモテ、わたモテ）。影木栄貴がスペシャルアドバイザーを務めている。
宝島社『このマンガがすごい!』2015年版オンナ編の第4位作品。第39回講談社漫画賞・少女部門にノミネート、第40回講談社漫画賞・少女部門受賞作品。2020年7月時点で累計発行部数は300万部を突破している。
2016年にテレビアニメ化、2020年に実写映画化された（詳細はテレビアニメ、実写映画の節を参照）。

## あらすじ
高校生・芹沼花依は、男同士が仲良くしているのを見て妄想するのが大好きな肥満体の腐女子だった。ある日、花依は大好きなアニメキャラが死んだショックで体重が激減し、それがきっかけで美少女に変身。同じ高校の4人の美少年から熱烈なアプローチを受けるようになる。相変わらず腐女子な彼女は、真っ当な恋愛観で接する努力をしながらも、全く実らず、ずれた考えで彼らと接することとなる。
それでも彼らは彼女にふさわしくなるため、日々努力をしている。

## 登場人物
各人物の担当声優は「テレビアニメ版（及び、アニメ放映以降のドラマCD版）/ 単行本7巻以前の特装版に付属するドラマCD版」のもの。1名のみの場合はテレビアニメ版でのキャストを示す。

### 主要メンバー
芹沼 花依（）
声 - 小林ゆう / 花澤香菜
本作の主人公。高校2年生。3月3日生まれ。A型。保健委員。史学部所属。
BLが大好きな根っからの腐女子。少し癖のあるセミロングヘアに巨乳が特徴。非常に太りやすく、また痩せやすい体質。当初は太めの眼鏡女子だったが、アニメ『ミラージュ・サーガ（ミラ・サガ）』のお気に入りキャラクターだった「シオン」が死んだショックで、1週間も飲食を摂らず部屋に引きこもり号泣し続けた結果、痩せて別人のような美少女に変貌してしまう（通称「シオン事変」）。
間もなく以前から交友のあった男子達に好意を寄せられるが、本人は「乙女ゲーム」的モテ期（逆ハーレム）到来に困惑してしまう。
男子達との初めての団体デートでは嫌われないように腐女子であることを隠していたが、結局カミングアウト。その後は、何となく受け入れてもらっている。
好きなアニメを観る際は、Twitter（テレビアニメ版では「COMMETTER」と表記）で実況しながら観る。アカウント名は「えっか」。
史学部に所属しているだけあって、大の歴史マニアでもある。カードゲーム『城ガード』やアニメ『甲冑乱舞』なども好む。一方、知識は「衆道の歴史」などと偏っており、各教科で赤点を取るなど勉学にはあまり役立っていない。
手先が器用で縫製技術が高く、文化祭では衣装総括となり、コスプレ衣装をいくつも自作した。また、太っていたころから運動神経は悪くないが、インドア派で筋力や基礎体力がないため、運動部の助っ人を務めるほどの実力はない。
作中で何度かリバウンドをすることがあるが、そのたびに最終的には痩せる。
テレビアニメで演じた小林ゆうはTwitter上で「前代未聞のヒロイン」と形容している。また、第3話のアイキャッチでは花依が小林演じる『進撃の巨人』のサシャ・ブラウスのコスプレを披露している。
六見 遊馬（）
声 - 島﨑信長、古城門志帆（幼少時代） / 櫻井孝宏
花依の先輩。高校3年生。10月31日生まれ。O型。史学部所属。メンバー内の最年長者。
長身とセンター分けが特徴。クールな外見に反し、温厚でかつ寛大な性格で、「みんなのことが好き」と言ったり世界平和を願ったりと、人類愛に満ちた人物。天然気味な言動が目立つが、年長者らしく核心を突いた一言を言う場面もある。また、怒らせると非常に怖い。
花依と最も距離が近く、大親友と呼べる存在。痩せた後の花依にも一目で気づいていて、周囲の反応に困惑する花依に対し、「優しいのは変わらない」と言葉をかけた。花依の見た目にはこだわっておらず、彼女がリバウンドした際もほとんど気にしていなかった。
男子メンバー内で唯一、花依の趣味に理解を示しており、コミケに参加した際も適応し、聖地巡礼にも下心なく同行している。
当初は花依のことを恋愛対象として捉えているか曖昧な節があり、他のメンバーに乗っかる形で参加することが多く、分かりやすくアプローチするような行動は少なかったが、兄・一馬との対決を経て花依に対する自分の気持ちに気付くこととなった。
幼少のころ、一馬によって蔵の中に閉じ込められたことがトラウマとなり、暗いところが大の苦手。
高校卒業後は歴史学を学ぶべく、推薦で京都の大学に進学。卒業後は教師になった。
五十嵐 祐輔（）
声 - 小野友樹 / 細谷佳正
花依の同級生。高校2年生。5月13日生まれ。O型。サッカー部所属。
垂れ目と太い眉毛が特徴。爽やかな容姿でクラスの人気者。メンバーのまとめ役で、直情的な七島・四ノ宮を抑える役回りもしている。七島いわく「手が早い」らしく、メンバーの中で最初に花依をデートに誘った。抜け駆けして花依と二人きりになろうとするなど強かな一面を持っているが、その一方で、恋愛に不慣れな花依にペースを合わせ、話を合わせるためにアニメを観たり小説を借りて読んだりするなど、花依から好かれるための努力もしている。
それまでは自分でも花依の見た目に惹かれていると思っていたが、花依の体型がリバウンドした際に、彼女の明るくて前向きな優しい性格に気付いたことから、外見だけではなく内面も好きになったことを自覚するようになる。
恋愛に関してはメンバー内で最も積極的であり、多少強引にスキンシップを取ったり、誕生日のパーティー後にこっそり連れ出したりして、関係を進めようとしている。また、他のメンバーが花依と二人きりになろうとするのを阻止するなど、抜け目がない。
仲間思いなところもあり、二科が花依とカップリング論争になったときには適宜フォローを入れ、七島が溺れたときには人工呼吸をし、六見が花依と付き合い始めた後の関係にギクシャクしていたときには叱咤激励している。
花依を取り巻くメンバーの中で、唯一性行為を体験済みであると思われる描写がある。
社会人となってからは出版社に就職。営業志望だったが編集担当に回され、プロの漫画家となった二科の担当になる。
七島 希（）
声 - 河本啓佑 / 鈴木達央
五十嵐と同じく、花依の同級生。高校2年生。8月9日生まれ。A型。元サッカー部所属。
金髪と三白眼が特徴。口は悪いが裏表のない性格。五十嵐とは中学時代からの付き合いで、｢ナナ｣という愛称で呼ばれる。
花依が腐女子であることを知った上に彼女が女子サッカー部の助っ人を安請け合いしたことから早々に戦線離脱しようとしていたが、一度引き受けたことを最後まで放り出さない姿勢と奇想天外な発想力を見て考え直し、改めて花依に興味を持つ。
『ミラージュ・サーガ』の「シオン」に容姿が酷似しているため、花依から「シオン3D」と呼ばれ、彼女にとって最も好みな顔立ちをしている。七島本人もシオンの真似をして花依の気を引こうとすることがある。
五十嵐とは「親友」といえる間柄だが、中学時代にサッカー部のポジション争いで負け続けたことから引け目を感じている。五十嵐が花依に対して本気になったことと球技大会で直接対決する可能性が出てきたことが重なった際には諦めてすべてを投げ出そうとしていたが、花依からの励ましにより立ち直った。
コミュニケーション能力が高く、誰とでもすぐに打ち解けることができる。花依の兄・拓郎と連絡を取り合っていたほか、三星のマネージャー・赤井とも連絡先を交換していた。
けんかっ早いが、怪談を聞いて怯えたり、吊り橋の上で動けなくなったりするなど、怖がりなところもある。
少女アニメ『プリプリムーン』が好きな幼い妹の光がおり、妹の影響で『プリプリムーン』の台詞やダンスは全て覚えている。両親が不在のときには食事を作るなどの面倒を見ていて、それもあってか、家事全般が得意。
高校卒業後は調理師専門学校に進み、料理人となった。
四ノ宮 隼人（）
声 - 松岡禎丞 / 神谷浩史
花依の後輩。高校1年生。2月22日生まれ。B型。保険委員会所属。メンバー内の最年少者。
色白の肌と茶髪の地毛が特徴（母方の祖父がノルウェー人のため）。成績優秀な優等生だが、ツンデレでドジっ子である。
当初は花依に対して非常に冷たい態度をとっていた（花依からはそんな態度も「腐女子的にはおいしい」と思われていた）が、痩せた姿の彼女に一目惚れし、それからは打って変わって、彼女にふさわしい男になろうと意気込んでいる。その反面要領が悪いため失敗を繰り返し、2度ほど花依の胸に顔を埋めてしまったことがある。
基本的には臆病だが、やるときはやる性格で、海ではヤンキーの股間を蹴り上げ、ストーカーは頭突きで撃退し、三星の騒動ではチンピラ2人を倒している。
予備校に通っており、2年生の範囲も予習していて勤勉だが、小野妹子を女性だと思っていたなど、選択していない教科に対しては疎い。
幼少期に病弱だったことと少し浮いた容姿のため、花依や彼女を取り巻くメンバーに出会うまでは「友達」と呼べる存在はいなかった。過去のトラウマから本人も「友達はいらない」と言っていたが、両親の引っ越しとストーカー騒動の後は人として一回り成長し、同級生にも優しく接するようになった。
巨大なイグアナ「トール」を飼っている。
その後は大学在学中にスカウトされ、女装もするモデルとして活躍している。
二科 志麻（）
声 - 沢城みゆき / 赤﨑千夏
花依の後輩。高校1年生。4月13日生まれ。AB型。「横縞」というペンネームで活躍する同人作家。
切れ長の目とテクノカットが特徴。凛々しい容姿の持ち主で、同性からの人気が高い。花依とはコミケで知り合い、その時は『灰執事』の「ゼバスちゃん」というキャラクターのコスプレをしていたため、男性だと勘違いされていた。花依が横縞のファンであったことから意気投合し、腐女子仲間となった。同時に、花依を恋愛対象として見ているような言動も多い。花依のファーストキスの相手。BLのカップリングを巡っては、花依と激しく対立したことがある。
花依が痩せる前から彼女のことを知っており、その時の出来事から彼女のことを「フライングボディアタックの君」と呼んでいた。その後、自分の描いた本をメールで褒めてもらったことから花依を探し始めるも見つけられず、既に痩せていた花依を同一人物だと気付かないままに再会を果たした。
人の心に踏み込む「人たらし（悪意なし）」な上、コレクションをきっちり管理する几帳面な性格。画力だけでなく、プラモデルやガレージキットなども製作し、造形的な技術も高い。球技大会ではソフトボールでピッチャーを務め、海ではボディボードを乗りこなすなど、運動神経も抜群。さらに家は大邸宅で図書館のような書庫やフィギュア展示用ルーム、コスプレ用衣装ルームなども持つなど、あまりの高レベルっぷりに七島に「チート」「盛りすぎ」と言われた。
高校卒業後は「西奈シマ」のペンネームで漫画家としてプロデビュー。打ち切りの連発で窮地に追い込まれていたものの、五十嵐と立ち上げた『不動の巨木』という作品がメガヒットし、アニメ化もされた。

### 友人・知人
中野 あまね（）
声 - 下田麻美 / 瀬戸麻沙美
花依の親友。高校2年生。通称「あーちゃん」。
茶髪のショートヘアをした美少女。貧乳がコンプレックス。コミケやアニソンライブ、声優トークショーなどのオタクイベントも一緒に行くオタク・腐女子仲間。
「みっくん」（みこしば）というイケメンの彼氏がいるが、オタク・腐女子の趣味を明かしていない。そのため、クリスマスと重なった年の冬コミは不参加となった。
激ヤセして美少女となった花依を祝福しているが、縮まなかった巨乳に対しては少し嫉妬している。
大型犬を飼っている。
高校卒業後は「みっくん」とは別れ、別の人物と結婚。「山下」という名字になり、娘も生まれている。
三星 建（）
声 - 蒼井翔太（ドラマCD）
花依が推している『甲冑乱舞』朱役の声優。18歳だが仕事の激務から休学をして、現在も高校2年生。左耳にピアスをしている。
花依の幼馴染だが、ある日父親の借金で夜逃げ同然に引っ越してしまい、それ以来会っていなかった。
花依と『甲冑乱舞』のイベントで偶然再会し、間もなく花依と同じ高校に編入してくる。
花依からは「たぁくん」と呼ばれている。今はイケメンだが、幼少の頃は太っていて、昔の花依そっくりだった。
夢を叶え、声優になったことを伝えたいと花依を探し、再会のタイミングを計っていたところに思いがけない形で出会ってしまったことから、それを「運命」と信じ込んでしまい、以後は花依を手に入れるために色々画策する。
表向きは明るくて愛想が良いが、目的のためなら手段を選ばない非情な裏の顔があり、仲間を使って悪さをさせたり、スタンガンを仕込んだスマホを持っていたりする。
花依の優しさにつけ込んでツアーに同行させ、そのまま結婚しようとしていたが、追ってきた五十嵐たちに阻止され、最後は過去にとらわれていることを花依に指摘されて、フライングボディプレスでKOされた。直後に崖から転落しそうになったところを六見に助けられ、代わりに大怪我をした彼の姿を見て、ようやく自分がしてきたことの結果の重大さに気付いた。その後、花依に「待っているファンまで悲しませないで」と諭され、意識不明の六見に一礼してツアーに戻っていった。
根っからの悪人というわけではなく、六見の意識が戻った旨の連絡を受けた際には目に涙を浮かべていた。
以降は作中に登場しなくなるが、最終話でその後も声優を続けている様子が描写されている。
八城 新（）
六見の同級生。将棋部主将。メガネをかけている。『ミラージュ・サーガ』の大ファンで、「至高のアニメーション」と語る。
花依と六見が付き合いだした後に登場。花依に六見かシオンかを選ばせるような誘いをかけ、六見から花依を引き離そうとする。
六見のことを恋愛対象として見ており、六見本人も気付いていない微妙な感情の変化に気付くなど、彼のことを非常に気に懸けている。
六見を地方の将棋大会に連れ出し、「勝ったら交際してくれ」と告白して勝負するが、敗れる。たとえ勝ったとしても彼とは付き合えないことは分かっていて、それでも彼の幸せを願っていたが、花依と付き合いだしてからストレスを抱える彼の姿を見て、二人の仲を裂こうとしていた。
最後は、本当に六見を苦しめているのは花依ではなく、優しすぎる六見自身であることを伝え、「自分の心に正直になれ」と言って彼を送り出した。

### 親族
芹沼 拓郎（）
声 - 水島大宙 / 岡本信彦
花依の兄。ヤンキー風の大学生。赤毛と両耳に開けたピアスが特徴。
花依のオタク・腐女子趣味に辟易しており、当初は「デブ」等と罵っていたが、痩せて美少年たちと交流を持つようになってからは色々と気遣っている。七島のことは「イイヤツ」と評しているが、六見に対しては初対面での出来事から非常に警戒している。
卒業後は安定を求めて公務員の道を選んだ。メガネをかけ、学生時代とは異なる風貌となっている。
映画ではロードバイクマニアで、『弱虫ペダル』が好き。
芹沼 みつこ（）
声 - 杉本ゆう / ならはしみき
花依の母。太めの体型で、外見は痩せる前の花依そっくり。1週間も飲食せず部屋に引きこもっていた娘を心配していたが、花依が美少女へ変貌を遂げたことを拓郎と共に驚愕する。若いころは「痩せたバブリーな美人」でモテていた。
芹沼 英男（）
花依の父。「国家機密に関わる」仕事をしており、家には正月くらいしか帰ってこない。
娘を溺愛しており、当初は花依の側にいる五十嵐たちを「ハエ」と呼んで毛嫌いしていたが、落とした指輪を見つけてもらったことと、花依が極度の腐女子であることを知ったことから考えを改め、彼らにエールを送って去って行った。
祖母（仮称）
太めの体型で、痩せる前の花依とその母そっくり。若い頃は痩せていておしゃれだった。夫婦そろってコスプレにはまる。
祖父（仮称）
禿頭だが、昔は「オシャレ人間ケンちゃん」と呼ばれるイケメンだった。「若い頃の自分によく似ている」と言われた五十嵐は「将来ハゲるのでは」と非常に焦っている。
六見 一馬（）
声 - 中村悠一、新田早規（少年時代） / 諏訪部順一
遊馬の兄。大学生（拓郎と同じ大学）。弟に負けず劣らずの長身。
実家を離れて一人暮らしをしていたが、教育実習生として出身校である花依たちの高校に来る。初代史学部部長。遊馬とは対照的によく喋る快活で明るい性格。性別に関係なく恋愛対象としているような言動があり、二股もかけるなど、遊馬とは違ったベクトルで人類愛に満ちた人物。花依を巡って遊馬とカードゲーム『城ガード』で対決することになる。
卒業後は教師にはならず会社勤めをしていたが、ある日突然退職し、その後はバックパッカーとなった。
七島 光（）
声 - 矢作紗友里
希の妹。幼稚園児。少女アニメ『プリプリムーン』が大好き。

### その他の人物
琴葉（）
五十嵐と七島の中学時代の先輩。サッカー部でマネージャーを務めていた。現在は隣の市の女子校に通っている。
五十嵐のかつての想い人で、琴葉も彼に好意的だったが、琴葉が当時サッカー部の部長と付き合っていたため、五十嵐の想いが成就することはなかった。
五十嵐とは中学卒業以来会っていなかったが、花依の誕生日パーティーの後に偶然再会。部長とは卒業後1年ほどで別れており、七島たちと協力して五十嵐にアプローチしようとしたが、現在の彼の花依に対する強い想いを知り、身を引いた。
その後、花依の恋愛相談に乗り、彼女の腐女子ぶりや恋愛観に呆れながらも、五十嵐たちの告白に早く返事をするように忠告して帰って行った。
赤井 雅春（）
三星のマネージャー。三星のことは「タケル」と呼んでいる。
自分の父親が共同経営者である三星の父親に借金をかぶせて逃げたことに責任を感じ、三星の「声優になる」という夢を叶えてやるために彼に尽くしてきた。三星が声優として売れだしてからも、高校の編入手続きやスケジュール調整を行うなど、彼の要望にはできる限り応えている。
上記の負い目から三星に逆らうことができず、花依をツアーに連れ出すことに加担してしまうが、彼女を助けるため、隠れて七島たちに居場所を教えていた。
三星の声優としての才能は認めており、過去にとらわれている三星に「未来を見るんだ」と諭している。
破斗兄弟（）
三星のチンピラ仲間のリーダー格で、双子の兄弟。スキンヘッドで老けて見えるが、三星の中学時代の同級生。
一人称は「わたし」で、ですます調の丁寧な話し方をする。
万引きの犯人にされそうになったところを三星に助けられ、それ以降つるむようになる。三星の過去を知ってから、彼の望みは何でも叶えてやりたいと思っており、三星の花依との結婚の企みに協力する。三星の声優活動も応援していて、彼の出ている番組は全て視聴し、イベントにも全て足を運んでいる。
肥満体で肉が厚く、胴体への攻撃は効果が薄いが、肉の付いてない頭部が弱点で、兄弟ともに頭部を攻撃されて倒された。

### 作中劇

#### 『ミラージュ・サーガ』
通称「ミラ・サガ」。作中で花依がハマっていたアニメ及び小説。アニメは続編も製作された。
シオン
声 - 浪川大輔
七島に似た剣士のキャラクター。戦いに敗れて命を落とし、花依が痩せる原因となる。花依の部屋にはシオンのグッズが溢れており、死亡後は棚に小さな仏壇が設置されていた。
後述の朱の登場で花依の中での推しキャラの順位が変わり、都合よく「殿堂入り」として別枠扱いにされていたが、続編で復活したことから、再び花依の推しキャラNo.1の座に返り咲いた。
テラ
声 - 津田健次郎
「ミラ・サガ」の主人公で、シオンの旅の仲間。
アンシャニエート
アニメ版においてテラの言及にのみ登場。

#### 『甲冑乱舞』
読みは「かっちゅうらんぶ」、通称「かちゅ☆らぶ」。甲冑を擬人化した女性向け作品。
百鬼 鮫虎（）
声 - 小野大輔
通称「殿」（との）。朱の持ち主で、とある国の武将をイケメン化したキャラ。
彼を装着した状態で必殺技「鮫虎炎角スラッガー」を放つ。
史実では、息子助命の嘆願のため切腹しようとするも、敵対勢力の策略によりすでに息子は自害。切腹直前にそのことを知り怒り狂った鮫虎は、一派の武将を斬り付け、その家臣たちにより返り討ちにあう。
胴体と首が別々に葬られており、それにまつわる怪談もある。また、命日には鎮魂祭が催されている。
朱（）
声 - 蒼井翔太
殿の甲冑を擬人化したキャラ。戦いの際には甲冑に変身して殿の身を守る。モデルとなった甲冑は「炎角朱塗」。
シオンに次ぐ花依の推しキャラ。しかし後に女性キャラと結ばれたことで、花依からは「裏切り者」認定されてしまう。
なお、花依の推すカップリングは「殿×朱」で、二科の推すカップリングは「朱×殿」。2人は推しカプを巡って激しく対立したが、長い論争の果てに「リバ」ということで和解した。

## 書誌情報
- ぢゅん子『私がモテてどうすんだ』講談社〈講談社コミックス別冊フレンド〉、全14巻
  1. 2013年10月11日発売[5]、ISBN 978-4-06-341879-8
  2. 2014年2月13日発売[6]、ISBN 978-4-06-341903-0
  3. 2014年6月13日発売[7]、ISBN 978-4-06-341919-1
  4. 2014年9月12日発売[8]、ISBN 978-4-06-341939-9
  5. 2015年1月13日発売[9]、ISBN 978-4-06-341960-3
    - CD付き特装版[10]、ISBN 978-4-06-358741-8

  6. 2015年6月12日発売[11]、ISBN 978-4-06-341988-7
  7. 2015年10月13日発売[12]、ISBN 978-4-06-392010-9
    - CD付き特装版[13]、ISBN 978-4-06-358772-2

  8. 2016年3月11日発売[14]、ISBN 978-4-06-392030-7
    - 缶バッジ付き特装版[15]、ISBN 978-4-06-362325-3

  9. 2016年7月13日発売[16]、ISBN 978-4-06-392050-5
    - 小冊子付き特装版[17]、ISBN 978-4-06-362332-1

  10. 2016年10月13日発売[18]、ISBN 978-4-06-392081-9
  11. 2017年1月13日発売[19]、ISBN 978-4-06-392098-7
  12. 2017年6月13日発売[20]、ISBN 978-4-06-392118-2
  13. 2017年11月13日発売[21]、ISBN 978-4-06-510393-7
    - CD付き特装版[22]、ISBN 978-4-06-397052-4

  14. 2018年3月13日発売[23]、ISBN 978-4-06-511050-8
    - ファンブック付き特装版[24]、ISBN 978-4-06-511423-0

### 小説
- 原作：ぢゅん子・著：時海結以『小説 映画 私がモテてどうすんだ』講談社〈講談社KK文庫〉、2020年6月25日発売[25]、ISBN 978-4-06-519712-7

## テレビアニメ
2016年3月11日に別冊フレンド公式サイトにてテレビアニメ化が発表され、同年10月から12月までTBS・BS-TBS・CBC・サンテレビにて放送された。第1話の冒頭ではこれまで作者が刊行したBLコミックをベースにした男子カップルが登場している。第1巻から第8巻までのエピソードを基にしているが、一部ストーリーの順序が変更されている。

### スタッフ
- 原作 - ぢゅん子
- 監督 - 石踊宏
- シリーズ構成 - 横手美智子
- キャラクターデザイン - たむらかずひこ
- サブキャラクターデザイン・総作画監督 - 大沢美奈
- 美術監督 - 諸熊倫子
- 色彩設計 - 福田由布子
- 撮影監督・3DCG - 織田頼信
- 編集 - 池田康隆
- 音響監督 - 高寺たけし
- 音楽 - 川田瑠夏
- 音楽制作 - 日本コロムビア
- 音楽プロデューサー - 澁谷知子
- プロデューサー - 高梨舞、川添千世、植村俊一、吉川敦史
- アニメーションプロデューサー - 島田純一
- アニメーション制作 - ブレインズ・ベース
- 各話制作協力 - グループゼン、スタジオコメット
- 製作協力 - 講談社、日本コロムビア、カルチュア・エンタテインメント、ダックスプロダクション、ブレインズ・ベース、レイ
- 製作 - 私モテ製作委員会、TBSテレビ

### 主題歌
オープニングテーマ「Prince×Prince」
作詞 - 高瀬愛虹 / 作曲 - no_my / 編曲 - 梅堀淳 / 歌 - From4to7（小野友樹、河本啓佑、松岡禎丞、島﨑信長）
エンディングテーマ「ドキドキの風」
作詞 - 中村彼方 / 作曲・編曲 - 坂部剛 / 歌 - 村川梨衣
挿入歌「ロスト・ミラージュ」（第1話、第12話）
作詞 - eNu / 作曲・編曲 - 川島弘光 / 歌 - うたのりんこ
挿入歌「かがやき!ときめき!エブリデイ☆」（第8話）
作詞 - ぢゅん子・ミズノゲンキ / 作曲・編曲 - 睦月周平 / 歌 - 五條真由美

### 各話リスト
| 話数   | サブタイトル                 | 脚本       | 絵コンテ | 演出     | 作画監督                                |
| ------ | ---------------------------- | ---------- | -------- | -------- | --------------------------------------- |
| 第1話  | できるかな?リアル乙女ゲー    | 横手美智子 | 石踊宏   | 石踊宏   | 加藤壮                                  |
| 第2話  | 不思議なお部屋と4人のDK      | 横手美智子 | 石踊宏   | 徐恵眞   | 野田康行                                |
| 第3話  | 天高く乙女萌ゆる秋           | 横手美智子 | 山本靖貴 | 山本靖貴 | 川島尚                                  |
| 第4話  | クリスマスは聖地で♡          | 横手美智子 | 石踊宏   | 真野玲   | しんぼたくろう                          |
| 第5話  | 元に戻ってどうすんだ         | 横手美智子 | 石踊宏   | 石踊宏   | 野田康行                                |
| 第6話  | カップリング戦争勃発!        | 横手美智子 | 山本里織 | 秦義人   | 川島尚                                  |
| 第7話  | 聖地巡礼 かちゅ☆らぶの旅     | 金春智子   | 西森章   | 前園文夫 | 本橋秀之                                |
| 第8話  | 俺はアドバンテージ・マイナス | 横手美智子 | 西森章   | 萩原露光 | 高野ゆかり 高橋道子 高野やよい 久松沙紀 |
| 第9話  | 海だ水着だ本気出す!          | 金春智子   | 山本里織 | 徐恵眞   | 鈴木光 飯田清貴                         |
| 第10話 | 兄☆襲来!                     | 金春智子   | 石踊宏   | 真野玲   | しんぼたくろう                          |
| 第11話 | いざ出陣!!城ガード!          | 横手美智子 | 石踊宏   | 秦義人   | 加藤壮                                  |
| 第12話 | 私がモテてどうすんだ         | 横手美智子 | 石踊宏   | 石踊宏   | 川島尚 田辺よう子                       |

### 放送局
| 放送期間                      | 放送時間                     | 放送局         | 対象地域   | 備考                      |
| ----------------------------- | ---------------------------- | -------------- | ---------- | ------------------------- |
| 2016年10月7日 - 12月23日      | 金曜 1:58 - 2:28（木曜深夜） | TBSテレビ      | 関東広域圏 | 製作局 / 字幕放送         |
|                               | 金曜 2:54 - 3:24（木曜深夜） | CBCテレビ      | 中京広域圏 |                           |
|                               | 金曜 23:30 - 土曜 0:00       | サンテレビ     | 兵庫県     | 独立局                    |
| 2016年10月9日 - 12月25日      | 日曜 1:00 - 1:30（土曜深夜） | BS-TBS         | 日本全域   | BS放送                    |
| 2016年10月17日 - 2017年1月9日 | 月曜 1:00 - 1:30（日曜深夜） | TBSチャンネル1 | 日本全域   | CS放送 / リピート放送あり |

### BD / DVD
| 巻 | 発売日         | 収録話          | 規格品番    | 規格品番  |
| 巻 | 発売日         | 収録話          | BD初回版    | DVD       |
| -- | -------------- | --------------- | ----------- | --------- |
| 1  | 2016年12月21日 | 第1話 - 第3話   | COXC-1201/2 | COBC-6931 |
| 2  | 2017年1月25日  | 第4話 - 第6話   | COXC-1203/4 | COBC-6932 |
| 3  | 2017年2月22日  | 第7話 - 第9話   | COXC-1205/6 | COBC-6933 |
| 4  | 2017年3月22日  | 第10話 - 第12話 | COXC-1207/8 | COBC-6934 |

### CD
| タイトル                                                             | 発売日         | 規格品番   |
| -------------------------------------------------------------------- | -------------- | ---------- |
| TVアニメ「私がモテてどうすんだ」囁かないでどうすんだ!? 五十嵐&七島編 | 2016年12月28日 | COCX-39790 |
| TVアニメ「私がモテてどうすんだ」囁かないでどうすんだ!? 四ノ宮&六見編 | 2016年12月28日 | COCX-39791 |

### Web番組
『四×五×六×七』は、2016年10月12日から2017年3月8日までYouTube ColumbiaMusicJpチャンネルにて隔週水曜21時に配信された番組。9月21日にプレ配信が行われた。パーソナリティは松岡禎丞、小野友樹、島﨑信長、河本啓佑の中から2名ずつ担当。

## 実写映画
2020年7月10日に公開。監督は平沼紀久、主演は本作が初主演となる吉野北人。芹沼花依役は山口乃々華と富田望生が二人一役で演じる。

### キャスト（映画）
- 六見遊馬：吉野北人 (THE RAMPAGE from EXILE TRIBE)
- 五十嵐祐輔：神尾楓珠
- 芹沼花依（激ヤセ後）：山口乃々華 (E-girls)
- 芹沼花依（激ヤセ前）：富田望生
- 七島希：伊藤あさひ
- 四ノ宮隼人：奥野壮（男劇団 青山表参道X）
- 中野あまね：上原実矩
- 二科志麻：中山咲月
- 坂下：坂口涼太郎
- 大森：水島麻理奈
- 土井：ざわちん
- 琴葉：優希美青
- 芹沼拓郎：宮崎秋人
- 芹沼みつこ：戸田菜穂

### スタッフ（映画）
- 原作：ぢゅん子『私がモテてどうすんだ』（講談社「別冊フレンド」刊）
- 監督：平沼紀久
- 脚本：吉川菜美、福田晶平、渡辺啓、上條大輔、平沼紀久
- 主題歌：Girls²『私がモテてどうすんだ』 (Sony Music Labels Inc.)
- 劇中歌：Girls²『JEWEL GIRL』（Sony Music Labels Inc.）、TM NETWORK『Get Wild』、HAKUEI『KURENAI』、Kyte『チュンチュンチュンって聴こえるよ』
- エグゼクティブプロデューサー：吉田繁暁
- プロデューサー：福島大輔、田淵みのり
- 撮影：鈴木雅也
- 照明：市川高穂
- 美術：橋本創、大月由香里
- 録音：栗原和弘
- 編集：西潟弘記
- 装飾：岩間洋
- 音楽：ANOTHER
- ダンス監修・劇中振付：NABE
- エンディングダンス振付：akane
- 音楽プロデューサー：高石真美
- 宣伝プロデューサー：櫻糀恵介
- 記録：唐仁原朝乃
- 助監督：森裕史
- 制作担当：木村広志
- ラインプロデューサー：阿部智大
- 制作プロダクション：松竹撮影所
- 制作協力：松竹映像センター
- 企画・配給：松竹
- 製作：『私がモテてどうすんだ』製作委員会（松竹、DOKUSO映画館、ひかりTV、講談社、松竹ブロードキャスティング）